# KPMG
KPMG är ett internationellt revisions- och rådgivningsföretag. Företaget är en av de fyra stora internationella revisionsfirmorna som finns kvar sedan Arthur Andersen gick i konkurs och bröts upp i kölvattnet efter Enronskandalen. De övriga som räknas till Big Four är Pwc, Deloitte och EY.
Namnet KPMG är en förkortning av fyra "grundare": Klynveld (Nederländerna), Peat (Storbritannien), Marwick (USA) samt Gördeler (Tyskland). Dagens KPMG bildades dock efter ett sammangående av de två internationella organisationerna KMG och Peat Marwick i slutet av 1980-talet. 
Utöver revision erbjuder KPMG tjänster inom skatterådgivning, corporate finance och annan finansiell rådgivning, management consulting, riskhantering samt rådgivning inom redovisningsområdet.

## Sverige
Den svenska medlemsfirman KPMG AB räknar sina rötter tillbaka till 1923 då Lars Ture Bohlin startade Bohlins Revisionsbyrå i Stockholm. Firman var redan från början inriktad på större och medelstora kunder och startade lokalkontor i Sverige för att hantera dotterbolag till större koncerner. Bohlins har genom åren gjort några mindre förvärv men har framförallt växt organiskt. I början av 1990-talet gick Bohlins Revisionsbyrå med i den internationella organisationen KPMG. Idag är KPMG det tredje största revisionsföretaget i Sverige mätt i omsättning och antal anställda med cirka 1 600 anställda på cirka 60 kontor. Inriktningen mot storföretagssegmentet är fortfarande tydligt och KPMG har störst marknadsandel i Sverige när det gäller revision av Sveriges största företag. 

### Samarbete med högskolor och universitet
Företaget är en av de främsta medlemmarna, benämnda Capital Partners, i Handelshögskolan i Stockholms partnerprogram för företag som bidrar finansiellt till Handelshögskolan i Stockholm och nära samarbetar med den vad gäller utbildning och forskning.
KPMG finansierar en professur vid Handelshögskolan i Stockholm. Professuren kallas KPMG:s professur i företagsekonomi och innehas sedan 1994 av professor Kenth Skogsvik.
KPMG delar sedan 2010 ut priset Årets framtida ledare (tidigare Årets ekonomistudent)